# Ноа Маскол Гомес
Ноа Маскол Гомес (енгл. Noah Mascoll-Gomes; Монтреал, 27. мај 1999) антигвански је пливач канадског порекла чија ужа специјалност су трке слободним стилом на 100 и 200 метара. Представљао је своју земљу на ЛОИ 2016. у Рију, а токеђе је носио и националну заставу на свечаној церемонији затварања Игара.  

## Спортска каријера
Гомес је рођен у Монтреалу у Канади, али се као мали са родитељима преселио у град Сент Џонс на Антигви где је одрастао и где се почео бавити пливањем. Године 2018. вратио се у Канаду на студије на Универзитету Маунт Елисон у Саквилу (Њу Брансвик).
Дебитовао је на светским првенствима у великим базенима још као четрнаестогодишњак, на Светском првенству у Барселони 2013, а учествовао је и на наредним првенствима света, у Казању 2015, Будимпешти 2017. и Квангџуу 2019. године. Најбољи резултати на светским првенствима у великим базенима су му два 56. места на 50 леђно у Казању и на 200 слободно у Квангџуу. Пливао је и на светским првенствима у малим базенима у Дохи 2014. и Хангџоуу 2018. године.
Гомес је представљао Антигву на ЛОИ 2016. у Рију, а једину трку у којој је учествовао, ону на 200 слободно, завршио је на 44. месту у квалификацијама. 